# Stefania (utwór)
Stefania (ukr. Стефанія, Stefanija) – singel zespołu Kalush wykonywany w ramach projektu Kalush Orchestra, wydany 7 lutego 2022 nakładem Sony Music na licencji ENKO Ukrainian Music Label. Utwór reprezentował Ukrainę podczas 66. Konkursu Piosenki Eurowizji w Turynie (2022) (zajął 1. miejsce).
Utwór znalazł się między innymi na 1. pozycji litewskiego zestawienia prowadzonego przez Agata, a także na 1. miejscu ukraińskiej listy przebojów portalu Tophit.

## Powstanie utworu i historia wydania
Utwór został premierowo opublikowany 6 lutego 2022 w serwisie YouTube, a następnego dnia wydany na singlu w formacie digital download nakładem Sony Music na licencji ENKO Ukrainian Music Label. Piosenkę napisali i skomponowali Ołeh Psiuk, Iwan Klimenko, Ihor Didenczuk, Tymofij Muzyczuk oraz Witalij Dużyk.
Ołeh Psiuk pisał kompozycję z myślą o swojej matce, Stefanii. Kompozycja jest odą do matki, w której narrator opowiada o swoich wspomnieniach z nią związanych. Piosenka początkowo porusza temat upływającego czasu, przywołując nostalgiczną przeszłość matki. Następnie utwór opowiada o jej trudach, a narrator zdaje sobie sprawę, jak wiele matka dla niego zrobiła. „Kołysanka” na końcu każdego wersetu rapowego przywraca narratorowi czasy opiekowania się nim przez matkę.

## Wykonania na żywo
12 lutego 2022 utwór został zaprezentowany podczas ukraińskich narodowych selekcji eurowizyjnych Widbir, w których ostatecznie zajął drugie miejsce. Selekcje zwyciężyła Alina Pasz z utworem „Tini zabutych predkiw”, a po wycofaniu jej kandydatury kompozycja „Stefania” została oficjalnym reprezentantem Ukrainy w 66. Konkursie Piosenki Eurowizji.

## Teledysk
15 maja 2022 miała miejsce premiera teledysku, który poświęcono kobietom służącym w Siłach Zbrojnych Ukrainy podczas rosyjskiej inwazji. Zdjęcia kręcono m.in. w Buczy, Irpieniu i innych miejscowościach wyzwolonych spod rosyjskiej okupacji po zakończeniu bitwy o Kijów.

## Odbiór
Utwór typowany był w zakładach bukmacherskich do zajęcia pierwszego miejsca i wygrania 66. Konkursu Piosenki Eurowizji.

## Lista utworów
- Digital download[1]

1. „Stefania” – 2:59

## Notowania na listach przebojów

### Tygodniowe
| Kraj              | Notowanie (2022)                   | Najwyższa pozycja |
| ----------------- | ---------------------------------- | ----------------- |
| Australia         | Australia Digital Tracks           | 27                |
| Austria           | Ö3 Austria Top 40                  | 26                |
| Belgia            | Ultratop 50 Singles (Flandria)     | 24                |
| Bułgaria          | Bulgaria Singles Top 40            | 33                |
| Chorwacja         | Billboard Croatia Songs            | 6                 |
| Czechy            | Singles Digitál Top 100            | 22                |
| Finlandia         | Suomen virallinen lista            | 2                 |
| Grecja            | IFPI Greece                        | 9                 |
| Holandia          | Dutch Top 40                       | 38                |
| Holandia          | Single Top 100                     | 36                |
| Irlandia          | Top 100 Singles                    | 30                |
| Islandia          | Plötutíðindi                       | 7                 |
| Kanada            | Billboard Digital Song Sales       | 26                |
| Litwa             | Singlų Top 100                     | 1                 |
| Niemcy            | Offizielle Deutsche Charts         | 22                |
| Norwegia          | VG-lista                           | 19                |
| Portugalia        | Associação Fonográfica Portuguesa  | 92                |
| Słowacja          | Singles Digitál Top 100            | 27                |
| Stany Zjednoczone | Billboard Global 200               | 85                |
| Stany Zjednoczone | Billboard World Digital Song Sales | 2                 |
| Szwajcaria        | Singles Top 100                    | 11                |
| Szwecja           | Sverigetopplistan                  | 7                 |
| Ukraina           | Ukraine Airplay Top 20             | 1                 |
| Ukraina           | Tophit Ukraine Radio Chart         | 1                 |
| Ukraina           | Tophit Ukraine YouTube Chart       | 1                 |
| Ukraina           | Tophit Ukraine All Media Chart     | 1                 |
| Węgry             | Single Top 40                      | 5                 |
| Wielka Brytania   | UK Singles Chart                   | 38                |
| Wielka Brytania   | UK R&B Chart                       | 19                |
| Włochy            | FIMI                               | 53                |
| WNP               | Tophit Global Radio Chart          | 98                |

### Miesięczne
| Kraj    | Notowanie (2022)                 | Najwyższa pozycja |
| ------- | -------------------------------- | ----------------- |
| Ukraina | Tophit City & Country Radio Hits | 1                 |

## Certyfikat
| Kraj          | Certyfikat      | Sprzedaż |
| ------------- | --------------- | -------- |
| Polska (ZPAV) | platynowa płyta | 50 000+  |